# Comuna de Czarna
Czarna (polaco: Gmina Czarna) é uma gminy (comuna) na Polónia, na voivodia de Subcarpácia e no condado de Bieszczadzki. A sede do condado é a cidade de 1999.
De acordo com os censos de 2007, a comuna tem 2384 habitantes, com uma densidade 12,9 hab/km².

## Área
Estende-se por uma área de 184,62 km², incluindo:
- área agricola: 26%
- área florestal: 60%

## Demografia
Dados de 30 de Junho 2007:
|                      | Total   | Total | Mulheres | Mulheres | Homens  | Homens |
| -------------------- | ------- | ----- | -------- | -------- | ------- | ------ |
|                      | pessoas | %     | pessoas  | %        | pessoas | %      |
| População            | 2384    | 100   | 1175     | 49,3     | 1209    | 50,7   |
| Densidade (pop./km²) | 12,9    | 100   | 6,4      | 6,4      | 6,5     | 6,5    |

De acordo com dados de 2005, o rendimento médio per capita ascendia a 1741,27 zł.

## Subdivisões
- Czarna Górna
- Czarna Dolna
- Rabe
- Żłobek
- Lipie
- Michniowiec
- Bystre
- Polana
- Wydrne
- Olchowiec
- Chrewt

## Comunas vizinhas
- Cisna, Lutowiska, Solina, Comuna de Ustrzyki Dolne.